# Laputa – podniebny zamek
Laputa – podniebny zamek (jap. 天空の城ラピュタ Tenkuu no Shiro Rapyuta) – pierwszy film Studia Ghibli z 1986, do dziś uznawany za jedno z największych dzieł w dorobku Hayao Miyazakiego.
Serwis Rotten Tomatoes przyznał mu wynik 95%.

## Fabuła
Film opowiada o poszukiwaniach legendarnej, unoszącej się w przestworzach wyspy zwanej Laputą, która skrywa w swoim wnętrzu wiedzę technologiczną, będącą w stanie zapewnić jej posiadaczowi władzę nad światem. Spadkobierczynią klucza do tej potęgi jest dziewczynka, która wraz ze swym przyjacielem musi stawić czoło nie tylko piratom łasym na skarby, ale też wojsku i uzurpatorowi chcącemu przejąć kontrolę nad militarną potęgą zamku.

## Obsada
Źródło: Filmweb.pl
- Mayumi Tanaka – Pazu (głos)
- Keiko Yokozawa – Sheeta (głos)
- Kotoe Hatsui – Dola (głos)
- Minori Terada – Muska (głos)
- Ichirô Nagai – Generał Mouro (głos)
- Yoshito Yasuhara – Lui (głos)

i inni.

## Tytuł
Nazwa Laputa została zaczerpnięta z powieści Jonathana Swifta Podróże Guliwera. W trzeciej części owego utworu Guliwer trafia na latającą wyspę nazywającą się właśnie Laputa. Zamieszkała ona jest przez lud składający się z muzyków oraz matematyków, którzy pomimo całkowitego poświęcenia się nauce nie potrafią zastosować swojej wiedzy w celach praktycznych. Jest też tam przedstawione urządzenie (silnik), które posiada funkcje podobne do komputera. Jest to prawdopodobnie pierwszy opis takiej maszyny.
W 2003 w niektórych krajach hiszpańskojęzycznych oraz m.in. w Stanach Zjednoczonych tytuł skrócono na samo Castle in the Sky (ang.) i El castillo en el cielo (hiszp.). Spowodowane było to podobieństwem słowa „Laputa” do hiszpańskiego „la puta”, co tłumaczy się jako „kurwa”. W hiszpańskiej wersji filmu tytułowy zamek został nazwany „Lapuntu”.